# Comtat de Gueldre

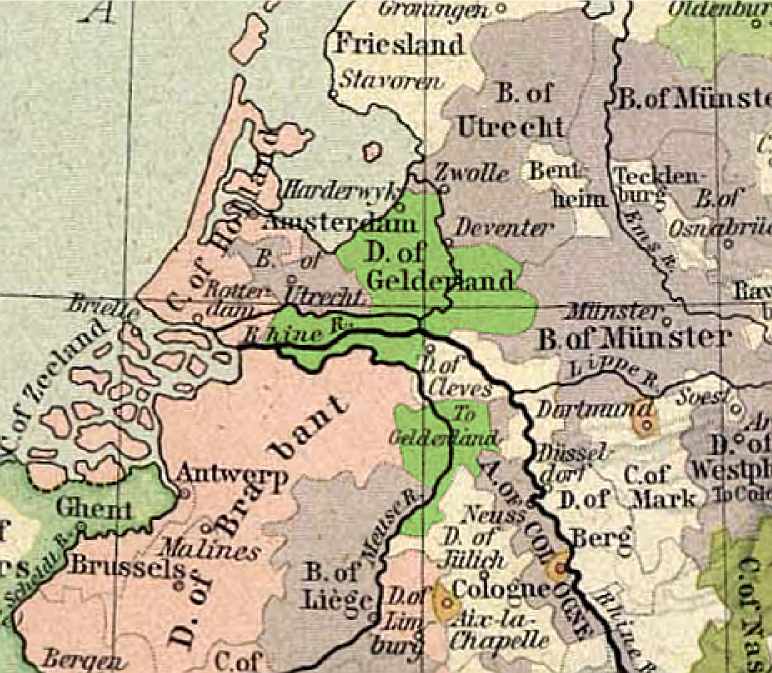
Mapa del ducat de Gueldre

El comtat de Gueldre, des de finals del segle XIII ducat de Gueldre, (en neerlandès Hertogdom Gelre), fou una jurisdicció feudal del Sacre Imperi Romanogermànic i una de les Disset Províncies. Modernament el seu territori està situat en gran part als Països Baixos i una part a Alemanya. Les principals ciutats n'eren Roermond, Zutphen, Nimega i Tiel. Va donar el seu nom a Gelderland, una província dels Països Baixos, de la qual el territori només parcialment coincideix amb el ducat històric.

## Història
Gueldre fou erigit en comtat el 1079 i en ducat el 1289. Per matrimoni va passar a la casa de Jülich (1371), i després a la casa d'Egmont (1423). Carles I de Borgonya, dit el Temerari, va obligar el duc Adolf a vendre-li el ducat el 1471, però Maximilià I d'Habsburg, gendre del Temerari, va retornar el territori a un fill d'Adolf, Carles. A la mort del duc Carles, tot i les reclamacions de la seva germana Felipa, esposa del duc de Lorena Renat II, Carles V va atribuir el ducat a Guillem I de Clèveris, però li va retirar el 1543 i va integrar-lo a l'administració de les Disset Províncies. El 1579 la major part del ducat fou incorporat a les Províncies Unides. La resta va romandre sota administració dels Àustries fins que fou cedida a Àustria al final de la guerra de successió espanyola el 1713, per virtut del tractat d'Utrecht.

## Armes

abans de 1236
de 1236 a 1276
de 1276 a 1379
després de 1379

## Comtes de Gueldre
- ???-998/1002: Megingoz (920 † 1002)

### Casa de Wassenberg
- 1096-1129: Gerard I Flaminius († 1129), comte de Gueldre i de Wassemberg
- 1129-1131: Gerard II († 1131), comte de Gueldre i de Wassemberg, fill

casat vers 1116 a Ermengarda, comtessa de Zutphen
- 1131-1182: Enric I († 1182), fill

casat amb Agnès d'Arnstein († 1179)
- 1182-1207: Otó I († 1207), fill

casat a Ricardis de Wittelsbach († 1231)
- 1207-1229: Gerard III (1185 † 1229), fill

casat vers 1209 a Margarita de Brabant (1192 † 1231)
- 1229-1271: Otó II († 1271), fill

casat el 1242 amb Margarita de Clèveris († 1251), després el 1253 a Felipa de Dammartin († 1279)
- 1271-1326: Renald I (1255 † 1326), duc de Limburg de 1279 a 1288, fill de l'anterior amb Filipa de Dammartin

casat amb Ermengarda de Limburg († 1283), després amb Margarita de Flandes († 1330)
En compensació de la pèrdua del ducat de Limburg després de la batalla de Worringen, 1288), va rebre el títol de duc de Gueldre.

## Ducs de Gueldre

### Casa de Wassenberg
- 1271-1326: Renald I (1255 † 1326)

casat amb Ermengarda de Limburg († 1283), després amb Margarita de Flandes († 1330)
- 1326-1343: Renald II (1295 † 1343), fill de l'anterior amb Margarita de Flandes

casat el 1311 a Sofia Berthout († 1329), després en 1332 amb Alienor d'Anglaterra (1318 † 1355)
- 1343-1361: Renald III (1333 † 1371), fill de l'anterior amb Aliénor d'Anglaterra

casada el 1347 amb Maria de Brabant († 1399)
- 1361-1371: Eduard (1336 † 1371), fill de Renald II i d'Alienor d'Anglaterra
- 1371-1371: Renald III (1333 † 1371), altre cop
- 1371-1379 : Guerra de successió de Gueldre entre :
  - 1371-1379: Matilde (1325 † 1384), filla de Renald II i de Sofia Berthout

casada en primeres noces el 1336 a Godofreu d'Heinsberg i de Looz († 1347)
casada en segones noces abans de 1348 amb Joan († 1368), comte de Clèveris
casada en terceres noces amb Joan II de Châtillon († 1381), comte de Blois

- 1371-1380: Maria († 1405), filla de Renald II i de Sofia Berthout

casada el 1362 amb Guillem VI († 1393), duc de Jülich

### Casa de Jülich
- 1380-1402: Guillem I († 1402), duc de Gueldre i de Jülich (Guillem VII), fill

casat amb Caterina de Baviera (1360 † 1400)
- 1402-1423: Renald IV († 1423), duc de Gueldre i de Jülich (Renald I), germà del precedent

casat el 1405 amb Marie d'Harcourt
Renald tenia una germana de nom Joana de Jülich, casada amb Joan d'Arkel († 1428), mare de :
- Maria d'Arkel (1389 † 1415), casada el 1409 a Joan II (1385 † 1451), senyor d'Egmont;, mare de:
- Arnold d'Egmont, hereu del seu besoncle per Gueldre. El ducat de Jülich va passar a un cosí mascle de Renald, encara que els ducs de Gueldre van conservar la seva pretensió a Jülich.

### Casa d'Egmont
- 1423-1465: Arnold d'Egmont (1410 † 1473), destronat

casat el 1430 amb Caterina de Clèveris (1417 † 1479)
- 1465-1471: Adolf d'Egmont (1438 † 1477), fill

casada amb Caterina de Borbó († 1469)
El 1471, Carles el Temeraire va restaurar a Arnold i el va obligar a reconèixer-lo hereu del ducat de Gueldre comprant els drets a Adolf.
- 1471-1473: Arnold d'Egmont (1410 † 1473), segona vegada

### Casa de Borgonya
- 1473-1477: Carles el Temerari, duc de Borgonya
- 1477-1482: Maria de Borgonya, filla
- 1482-1492: Maximilià I d'Habsburg. El 1492 va reconèixer els drets de Carles d'Egmont, fill d'Adolf d'Egmont.

### Casa d'Egmont
- 1492-1538: Carles d'Egmont (1467 † 1538), fill d'Adolf

casat el 1519 amb Elisabeth de Brunswick-Luneburg (1494 † 1572)
A la seva mort l'emperador va atribuir al ducat a un cosí llunyà, Guillem I de Clèveris, ignorant el millor dret del duc Antoni de Lorena, nebot del darrer duc per la seva mare Filipa de Gueldre (esposa de Renat II de Lorena i germana del duc Carles d'Egmont. Els ducs de Lorena van incloure el títol de ducs de Gueldres entre els diversos que posseïen, tot i que de manera nominal.

### Casa de Clèveris
- 1538 -1543: Guillem de Clèveris, duc de Clèveris, ducat de Jülich i de Berg.

El 1543, Carles V va reprendre Gueldre per incorporar-lo als seus dominis als Països Baixos.